# Madeleine Sharps Buchanan
Pour les articles homonymes, voir Buchanan.
Madeleine Sharps Buchanan, née Madeleine Twining Sharps le 15 janvier 1886 à Wayne en Pennsylvanie et morte à Abington dans le même État américain le 4 septembre 1940, est une femme de lettres américaine, auteur de romans policiers.

## Biographie
Madeleine Sharps Buchanan épouse en 1917 Joseph Trego Buchanan à Chester, en Pennsylvanie. L'année suivant ce mariage, elle se lance dans l'écriture, se consacrant presque uniquement au genre policier. Pendant l'entre-deux-guerres, elle donne une demi-douzaine de romans policiers et plus de 70 nouvelles, dont certaines sont en fait de courts romans.
Son roman Cicatrices blanches (White Scars, 1929), uniquement publié en feuilleton aux États-Unis dans le magazine Detective Fiction Weekly, est paru en France dans la collection Le Masque en 1931.
Madeleine Sharps Buchanan meurt en Pennsylvanie en 1940.

## Œuvre

### Romans
- The Captive of Canzarra (1922)
- The Crimson Blade (1926)
- Powdered Proof: a detective story (1927)
- The Poison Eye: a detective story (1928)
- White Scars (1929), paru uniquement en feuilleton aux États-Unis Publié en français sous le titre Cicatrices blanches, Paris, Librairie des Champs-Élysées, Le Masque no 86, 1931
- Haunted Bells (1929)
- The Subway Murder (1930)
- The Black Pearl Murders (1931)
- The Tempting Virtue (1933)

### Nouvelles
- As the Snow Fell (1918)
- In the Fog (1918)
- Tentacles of Hate (1918)
- Aunt Hett’s Cantankerous Will (1918)
- The Affair at Braidwood (1920)
- The Case at Seven Acres (1921)
- One Day and a Knight (1923)
- One Enchanted Night (1923)
- Tragedy at Grasslands (1923)
- The Stonehurst Affair (1923)
- The Lighted Candle (1923)
- The Club Cup (1924)
- The Dagger in the Dark (1924)
- The Crime in the Green Room (1924)
- Tragic Transients (1924)
- The Hand in the Pool (1924)
- The Third Shot (1924)
- In the Elevator (1924)
- His Sleuth Stenographer (1924)
- The Thirteenth Window (1925)
- Behind the Flames (1925)
- The Courageous Alibi (1925)
- After Midnight (1925)
- Too Many Women (1925)
- The Unexpected Clue in Skirts (1925)
- Inside the Case (1925)
- The Crime in the Cabin (1925)
- Sinister Masquerade (1926)
- The Twisted Elopement (1926)
- Crime Island (1926)
- Red Paint (1926)
- Tragedy Tower (1927)
- Cave Woman, 1927 Style (1927)
- Rascals’ Reckoning (1927)
- Steps to Doom (1927)
- Death Bungalow (1927)
- Mystery Afloat (1927)
- Winged Crime (1928)
- The Haunted Cache (1928)
- The Hooded Horror (1928)
- The Dagger in the Wax (1928)
- Rock-Bound Gems (1928)
- The Crimson Yarn (1928)
- Clarence Does His Stuff (1928)
- The Black Canoe (1929)
- The Red Yacht Sails (1929)
- The Body in the Pillory (1929)
- The Marriage Trap (1930)
- Jane Finds Her Master (1930)
- The Tiger’s Jaws (1930)
- The Devil’s Highball (1930)
- The Murder Moon (1930)
- Diamond Death (1930)
- Death Darts (1930)
- Tragedy at Bending Trees (1930)
- The Murder Whisper (1930)
- The Love Island (1930)
- Modeled in Murder (1931)
- The Blonde Key (1931)
- The Wood of the Murder Myth (1931)
- Murder Maze (1931)
- The Phantom of the Caves (1931)
- Witches’ Brew (1931)
- The Tower of Terror (1931)
- The Drums of Death (1931)
- The White Diver of Death (1932)
- Death Turns Crook (1932)
- The Hanging Bodies (1932)
- The Black Crook (1932)
- Death at Sky Lodge (1934)
- The Peacock Murder (1934)
- The Breeze of Death (1934)
- Just Before Dinner (1934)
- The Dive to Death (1935)
- Crime Crags (1935)
- Murder A-Wing (1935)
- The Tongue of Flame (1936)
- The Whip Killings (1936)
- Murder in the House (1937)
- The Chessboard (1945), publication posthume

## Sources
- Jacques Baudou et Jean-Jacques Schleret, Le Vrai Visage du Masque, vol. 1, Paris, Futuropolis, 1984, 476 p. (OCLC 311506692), p. 84.